# Богдан Дочев
Богдан Дочев (болг. Богдан Ганев Дочев, 26 червня 1936, Варна, Болгарія — 29 травня 2017) — болгарський футбольний арбітр ФІФА.

## Життєпис
Богдан Дочев народився у Варні. За час футбольної кар'єри пограв у складі «Черно море», варненського «Спартака», «Ботєва» з Белослава, «Левскі» та «Спортиста» (Кремиковці).
З 1966 року перейшов на суддівську роботу, а вже у 1970 почав обслуговувати матчі Професійної футбольної групи «А». Загалом за час кар'єри у найвищому болгарському дивізіоні Дочев відсудив 148 поєдинків. Ще 47 ігор до свого активу він заніс на міжнародній арені, де працював з 1977 року. Серед найголовніших подій у кар'єрі Богдана Дочева слід відзначити роботу на двох Чемпіонатах світу (1982, 1986) та суддівство першого фінального матчу Кубка УЄФА 1983 року.
У 1980 році Дочев отримав звання «Заслуженого арбітра» (болг. Заслужил съди), а згодом — Заслуженого діяча фізкультури Болгарії. Був випускником Вищого економічного інституту імені Карла Маркса в Софії.
Наприкінці життя мешкав у селі Долішня Диканя. Помер 29 травня 2017 року.

## Цікаві факти
- Найбільшу відомість Богдану Дочеву принесла його робота у чвертьфінальному матчі Чемпіонату світу 1986 між збірними Аргентини та Англії. Болгарський арбітр виконував роль лайнсмена у суддівській бригаді Алі Бен-Насера, який зарахував скандально відомий гол Дієго Марадони, забитий рукою. Цей гол викликав бійку на трибунах, в якій англійські вболівальники напали на аргентинських[2]. Після гри Дієго сказав: «Я не торкнувся м'яча, це була рука Бога» (ісп. Yo no la toqué, fue la mano de Dios)[3], через що цей гол і став називатись «Рука Бога».